# Scyliorhinus torrei
Scyliorhinus torrei es una especie de peces de la familia Scyliorhinidae en el orden de los Carcharhiniformes.

## Morfología
• Los machos pueden llegar alcanzar los 32 cm de longitud total.

## Reproducción
Es ovíparo.

## Hábitat
Es un pez de mar que vive entre 200-600 m de profundidad.

## Distribución geográfica
Se encuentra en las Bahamas, el sur de Florida y Cuba.